# Matrika Prasad Koirala
Matrika Prasad Koirala (मातृका प्रसाद कोईराला - Mātrikā Prasāda Koīrālā; Varanasi, 1º gennaio 1912 – Katmandu, 11 settembre 1997) è stato un politico nepalese, Primo ministro del Nepal dal 1951 al 1952 e dal 1958 al 1959.

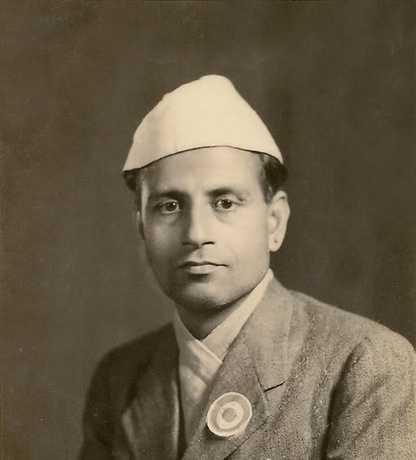
Matrika Prasad Koirala

È stato il primo a ricoprire la carica di Primo ministro dopo la caduta dell'oligarchia militare della famiglia Rana. Era il fratello maggiore di Bishweshwar Prasad Koirala e Girija Prasad Koirala, anch'essi impegnati in politica e divenuti in seguito Primi ministri.
Dal 1950 al 1952 è stato presidente del Partito del Congresso Nepalese, che ha lasciato nel 1953 per fondare il Rastriya Janata Parisad, da lui presieduto fino alla sua morte (1997).